# PSA TU-motor
PSA TU-motoren er en serie af små firecylindrede rækkemotorer, som bruges i forskellige Peugeot- og Citroën-biler, typisk mikro- og minibiler. Motoren blev introduceret i 1986 sammen med Citroën AX og afløste X-motoren, som den deler mange komponenter med. TU-motoren findes i benzin- og dieseludgaver, hvor sidstnævnte bærer betegnelsen TUD for at adskille den fra benzinudgaven. TU-motorens effekt går fra 29 kW/40 hk til 92 kW/125 hk. Benzinversionerne har et slagvolume på 954, 1124, 1294, 1360 eller 1587 cm³, dieselversionerne 1360 eller 1527 cm³.
TU-motoren bruges/har været brugt i følgende biler:
- Peugeot: 106, 205, 206, 207, 309, 306, 307, 405, Bipper og Partner.
- Citroën: AX, Saxo, C2, C3, C4, BX, ZX, Xsara, C15, Nemo og Berlingo.
- Fiat: Fiorino.
- Proton: Tiara.

TUD-motoren blev kun benyttet i ti forskellige bilmodeller, hvoraf de syv ikke stammede fra PSA-koncernen:
- Peugeot: 106.
- Citroën: AX, Saxo.
- Nissan: Micra.
- Maruti Suzuki: Zen D, Esteem D.
- IKCO: Samand.
- Proton: Tiara.
- Rover: 114D, 115D, Mini Metro 100.
- Lada: Samara.

## Motorkodens opbygning
Alle TU-motorer er kendetegnet ved en kode som f.eks. TU3MC (KDX), som står på en pånittet aluminiumsplade.
På pladen er anført følgende informationer:
- Det benyttede brændstof, som kan aflæses ud fra de to eller tre første bogstaver: TU = benzin, TUD = diesel.
- Det første tal angiver hundrederne i motorens slagvolume: TU3 står dermed for en benzinmotor på 1360 cm³.

De resterende bogstaver og/eller tal angiver i følgende rækkefølge yderligere information om motoren:
- M angiver, at brændstoffet tilføres af en elektronisk styret monopoint-indsprøjtning med én for alle cylindre fælles indsprøjtningsdyse.
- C angiver et elektronisk tændingssystem uden fordeler.
- F angiver, at motorblokken er fremstillet af støbejern.
- A angiver, at motoren er forbedret i forhold til en tidligere version.
- S kendetegner en sportslig variant med en højere effekt end basismotoren.
- J angiver, at brændstoffet tilføres af en elektronisk styret multipoint-indsprøjtning med fire indsprøjtningsdyser (én til hver cylinder). J umiddelbart efterfulgt af 2 ("J2") angiver to ventiler pr. cylinder (i alt otte), mens 4 ("D4" eller "JP4") angiver fire ventiler pr. cylinder (i alt 16).
- P står for en elektronisk styret karburator.
- 2 eller 0,2 står for en karburator med to gasspjæld.
- 4 eller 0,4 står for en dobbelt karburator.
- TR angiver en version med reduceret kompressionsforhold.
- K betyder "uden katalysator".
- Z betyder "med katalysator".

## TU9
TU9 var med 954 cm³ den mindste af TU-motorerne. Dens boring er 70 mm og slaglængden 62 mm. Motoren findes i fem versioner. Dens effekt er 29 kW/40 hk, 33 kW/45 hk eller siden indføringen af elektronisk benzinindsprøjtning og katalysator i 1992 37 kW/50 hk. Motoren blev brugt i basismodellerne af Citroën AX, Peugeot 205, Peugeot 106 og Citroën Saxo. Det normale kompressionsforhold er 9,4:1. I Citroën Saxo og Peugeot 106 blev produktionen indstillet samtidig med Euro3-normens ikrafttræden den 1. januar 2001.
| Motor          | Effekt        | Teknik                                            | Model                              |
| -------------- | ------------- | ------------------------------------------------- | ---------------------------------- |
| TU9/K (C1A)    | 32,5 kW/45 hk | Karburator                                        | Citroën AX Peugeot 106 Peugeot 205 |
| TU9/W (C1B)    | 32,5 kW/45 hk | Karburator                                        |                                    |
| TU9 TR/K (C3A) | 29 kW/40 hk   | Karburator, reduceret kompressionsforhold (8,2:1) | Citroën AX (Tyskland, Holland)     |
| TU9 ML/Z (CDY) | 33 kW/45 hk   | Monopoint-indsprøjtning, katalysator              |                                    |
| TU9 ML/Z (CDZ) | 37 kW/50 hk   | Monopoint-indsprøjtning, katalysator              | Peugeot 106                        |

## TU1
TU1 har et slagvolume på 1124 cm³, med en boring på 72 mm og en slaglængde på 69 mm. Effekten var først 40,5 kW/55 hk, men med indføringen af elektronisk indsprøjtning og katalysator i 1992 steg den til 44 kW/60 hk. Introduktionen af multipoint-indsprøjtning førte til at motoren overholdt Euro3-normen med uændret effekt, samtidig med at drejningsmomentet steg en smule. Motoren blev i starten af 2001 basismotor i Citroën Saxo og Peugeot 106 i stedet for den udgåede TU9.
| Motor    | Effekt        | Teknik                     | Model                                                        |
| -------- | ------------- | -------------------------- | ------------------------------------------------------------ |
| TU1 F2/K | 44 kW/60 hk   | Karburator                 |                                                              |
| TU1 JP   | 44 kW/60 hk   | Indsprøjtning, katalysator | Peugeot 106 Peugeot 206 Citroën Saxo Citroën C2 Citroën C3   |
| TU1 M/Z  | 44 kW/60 hk   | Indsprøjtning, katalysator | Peugeot 106 Peugeot 205 Peugeot 306 Peugeot 309 Citroën Saxo |
| TU1/K    | 40,5 kW/55 hk | Karburator                 | Peugeot 205                                                  |

## TU24
TU24 har et slagvolume på 1294 cm³, med en boring på 75 mm og en slaglængde på 73,2 mm. Effekten er 70 kW/95 hk i Citroën AX Sport, og i Peugeot 205 Rallye 76 kW/103 hk. En ny version med Magnetti Marelli-indsprøjtning, katalysator og 74 kW/100 hk blev i 1992 udviklet til Peugeot 106 Rallye.
| Motor     | Effekt       | Teknik                     | Model              |
| --------- | ------------ | -------------------------- | ------------------ |
| TU24      | 70 kW/95 hk  | Dobbelt karburator         | Citroën AX Sport   |
| TU24 Â/K  | 76 kW/103 hk | Dobbelt karburator         | Peugeot 205 Rallye |
| TU24 J2/Z | 74 kW/100 hk | Indsprøjtning, katalysator | Peugeot 106 Rallye |

## TU3
TU3 har et slagvolume på 1360 cm³, med en boring på 75 mm og en slaglængde på 77 mm. I starten fandtes motoren i versioner med enkelt og dobbelt karburator. Den elektroniske indsprøjtning blev i 1990 introduceret i Citroën AX GTi og Peugeot 106 XSi og gav en effekt på 74 kW/100 hk ved 6800 omdr./min. (med katalysator 69 kW/94 hk ved 6600 omdr./min.). Karburatorversionerne udgik i 1992 til fordel for versioner med elektronisk indsprøjtning, mens sportsversionerne udgik i 1996 til fordel for effektøgede versioner af TU5.
| Motor         | Effekt       | Teknik                           | Model |
| ------------- | ------------ | -------------------------------- | --- |
| TU3 A         | 48 kW/65 hk  | Karburator                       | Peugeot 309 Peugeot 405                                                                                     |
| TU3 A (autre) | 55 kW/75 hk  | Dobbelt karburator, katalysator  | |
| TU3 A/K       | 51 kW/69 hk  | Karburator                       | Citroën AX Peugeot 205 Peugeot 309                                                                          |
| TU3 F2/K      | 55 kW/75 hk  | Dobbelt karburator               | |
| TU3 FJ2/K     | 74 kW/100 hk | Benzinindsprøjtning              | Citroën AX GTi Peugeot 106 XSi                                                                              |
| TU3 FJ2/Z     | 69 kW/94 hk  | Benzinindsprøjtning, katalysator | Citroën AX GTi Peugeot 106 XSi                                                                              |
| TU3 JP        | 54 kW/73 hk  | Benzinindsprøjtning, katalysator | Peugeot 106 Peugeot 206 Peugeot 207 Peugeot 306 Peugeot 307 Citroën Saxo Citroën C2 Citroën C3 Fiat Fiorino |
| TU3 M/Z       | 55 kW/75 hk  | Benzinindsprøjtning, katalysator | Peugeot 106 Peugeot 205 Peugeot 309 Peugeot 405 Citroën AX Citroën BX                                       |
| TU3 S         | 62 kW/84 hk  | Dobbelt karburator               | Peugeot 205 Peugeot 309 Citroën AX GT                                                                       |

## ET3
En 16-ventilet udgave af TU3 med variabel ventilstyring kom på markedet i 2004 i Peugeot 206, Peugeot 307, Citroën C3 og Citroën C4. Motoren var derimod navngivet ET3, formentlig som en forløber for den i joint venture med BMW udviklede Prince-motor.
| Motor  | Effekt      | Teknik                                | Model                                         |
| ------ | ----------- | ------------------------------------- | --------------------------------------------- |
| ET3 J4 | 65 kW/88 hk | 16V, benzinindsprøjtning, katalysator | Citroën C3 Citroën C4 Peugeot 206 Peugeot 307 |

## TU5
TU5 har et slagvolume på 1587 cm³, med en boring på 78,5 mm og en slaglængde på 82 mm. Motoren fandtes oprindeligt i både 8- og 16-ventilede versioner. I de sidste modeller er effekten 80 kW/109 hk ligesom i DV6-dieselmotoren, men en sportsligere version med 90 kW/122 hk har været benyttet i Citroën C2 VTS. Motoren benyttes også af såvel Citroën som Peugeot i motorsport.
| Motor     | Effekt       | Teknik                                | Model                                                                     |
| --------- | ------------ | ------------------------------------- | ------------------------------------------------------------------------- |
| TU5 JP    | 65 kW/88 hk  | Benzinindsprøjtning, katalysator      | Citroën Saxo Citroën ZX Citroën Xsara Peugeot 106 Peugeot 206 Peugeot 306 |
| TU5 J2/R3 | 76 kW/103 hk | Benzinindsprøjtning, katalysator      | Peugeot 106 XSi                                                           |
| TU5 JP4   | 80 kW/109 hk | 16V, benzinindsprøjtning, katalysator | Peugeot 206 Peugeot 207 Peugeot 307 Citroën C3 Citroën C4                 |
| TU5 J4    | 87 kW/118 hk | 16V, benzinindsprøjtning, katalysator | Citroën Saxo Peugeot 106                                                  |
| TU5 JP4 S | 90 kW/122 hk | 16V, benzinindsprøjtning, katalysator | Citroën C2                                                                |

## TUD
TUD var dieseludgaven af TU, med hvirvelkammerindsprøjtning. Den brugte i første omgang motorblokken fra TU3 på 1360 cm³ (boring 75 mm, slaglængde 77 mm) og blev derfor benævnt TUD3, men med stærkere cylinderboringer. I 1994 blev slagvolumet øget til 1527 cm³ (boring 77 mm, slaglængde 82 mm) og betegnelsen derfor ændret til TUD5. Motoren findes med indsprøjtningspumpe fra Bosch eller Lucas. Udover nogle minibiler fra PSA-koncernen (Citroën AX, Citroën Saxo og Peugeot 106) blev motoren også solgt til andre bilfabrikanter, som ikke selv lavede små dieselmotorer, såsom det indiske Maruti som benyttede motoren i deres model Esteem, samt i Rover Metro fra 1993 og til produktionen sluttede i 1998. Motoren gjorde også tjeneste i dieseludgaven af anden generation af Nissan Micra, som dog ikke blev markedsført officielt i Danmark, og også i dieseludgaven af Lada Samara.
| Motor | Effekt      | Teknik      | Model |
| ----- | ----------- | ----------- | --- |
| TUD3  | 39 kW/53 hk |             | Citroën AX Peugeot 106 Rover 114D                                                                                        |
| TUD5  | 42 kW/57 hk | Katalysator | Citroën AX Citroën Saxo Nissan Micra Maruti Zen Maruti Esteem IKCO Samand Proton Tiara Rover 115D Mini Metro Lada Samara |